# Лекакуле
Лекакуле (груз. ლეკაკულე) — село в Грузії.
За даними перепису населення 2014 року в селі проживає 420 осіб.